# Sde Ilan
Sde Ilan (hebrejsky שְׂדֵה אִילָן‎, anglicky Sde Ilan, v oficiálním seznamu sídel Sede Ilan) je vesnice typu mošav v Izraeli, v Severním distriktu, v Oblastní radě Dolní Galilea.

## Geografie
Leží v oblasti s intenzivním zemědělstvím, v nadmořské výšce 192 metrů na planině v Dolní Galileji nedaleko hory Tavor vzdálené cca 8 kilometrů jižním směrem. Východně od vesnice se náhorní planina prudce lomí do údolí Bik'at Javne'el při vodním toku Nachal Javne'el, kam odtud směřuje vádí Nachal Adami.
Vesnice se nachází cca 12 kilometrů jihozápadně od centra města Tiberias, cca 96 kilometrů severovýchodně od centra Tel Avivu a cca 40 kilometrů jihovýchodně od centra Haify. Sde Ilan obývají Židé, přičemž osídlení v tomto regionu je převážně židovské. Oblasti, které obývají izraelští Arabové, začínají cca 7 kilometrů západním směrem (aglomerace Nazaretu a arabská sídla v údolí Bejt Netofa). Zhruba 3 kilometry jihovýchodně od Sde Ilan leží město Kafr Kama, které obývají izraelští Čerkesové.
Sde Ilan je na dopravní síť napojen pomocí dálnice číslo 65.

## Dějiny
Až do války za nezávislost v roce 1948 stála cca 2 kilometry východně od nynějšího mošavu arabská vesnice Kafr Sabt. Římské prameny ji znaly jako Kefar Shabtay, křižácké středověké prameny ji uvádějí coby Cafarsset. V roce 1931 měla Kafr Sabt 340 obyvatel a 71 domů. Během války v dubnu 1948 byla oblast ovládnuta židovskými silami a arabské obyvatelstvo uprchlo. Vesnice pak byla zbořena. Na pozemcích opuštěné arabské vesnice poté vznikla židovská vesnice Sde Ilan.
Sde Ilan byl založen v roce 1949. Vznik osady iniciovala a připravila Židovská agentura ve spolupráci s náboženskou organizací ha-Po'el ha-Mizrachi.
Zakladateli osady byla skupina Micpe ha-Galil (מצפה-הגליל), která už předtím procházela zemědělským výcvikem v nedaleké Ilaniji (farma Sedžera). Až do 60. let 20. století osada trpěla nedostatkem vody. Z ekonomických potíží se mošav dostal až koncem 70. let 20. století.
Ekonomika Sde Ilan je založena na zemědělství. Je tu 60 rodinných farem. Mnoho místních obyvatel za prací dojíždí mimo obec. Byla schválena výstavba nového obytného distriktu pro 80 domácností (bez zemědělské půdy). Z nich už postaveno 12 a dalších 24 je v přípravě.
V Sde Ilan fungují zařízení předškolní péče o děti. Základní škola je v kibucu Lavi. Střední školství je k dispozici v Tiberiasu. V Sde Ilan je k dispozici zdravotní ordinace, obchod, synagoga, mikve a knihovna.

## Demografie
Obyvatelstvo mošavu Sde Ilan je nábožensky založené. Podle údajů z roku 2014 tvořili naprostou většinu obyvatel v Sde Ilan Židé (včetně statistické kategorie "ostatní", která zahrnuje nearabské obyvatele židovského původu ale bez formální příslušnosti k židovskému náboženství).
Jde o menší sídlo vesnického typu s roustoucí populací. K 31. prosinci 2014 zde žilo 549 lidí. Během roku 2014 populace stoupla o 9,4 %.
| Rok            | 1961 | 1972 | 1983 | 1995 | 2001 | 2003 | 2004 | 2005 | 2006 | 2007 | 2008 | 2009 | 2010 | 2011 | 2012 | 2013 | 2014 |
| -------------- | ---- | ---- | ---- | ---- | ---- | ---- | ---- | ---- | ---- | ---- | ---- | ---- | ---- | ---- | ---- | ---- | ---- |
| Počet obyvatel | 226  | 196  | 300  | 349  | 378  | 372  | 354  | 368  | 377  | 396  | 380  | 395  | 427  | 456  | 484  | 502  | 549  |